# A New Kind of Army
A New Kind of Army es el segundo álbum de estudio de la banda punk rock estadounidense Anti-Flag. Lanzado en 1999, este se considera un álbum muy variado, ya que no sólo incluye punk, sino también tiene otras mezclas. 
El álbum fue publicado por el sello Go Kart Records, y fue reeditado en 2004 por la discográfica A-F Records.

## Lista de canciones
1. «Tearing Everyone Down»  – 2:57
2. «Captain Anarchy»  – 2:34
3. «A New Kind of Army»  – 3:41
4. «That's Youth»  – 3:16
5. «No Apology»  – 2:16
6. «Got the Numbers»  – 3:16
7. «No Difference»  – 3:59
8. «I Don't Believe»  – 2:31
9. «Right On»  – 1:25
10. «What You Don't Know»  – 2:44
11. «Free Nation?»  – 2:42
12. «Outbreak»  – 0:55
13. «Police Story»  – 3:37
14. «The Consumer's Song»  – 2:08
15. «This Is NOT a Crass Song»  – 5:55

## Personal
- Justin Sane – voz y guitarra
- Chris Barker "Chris #2" – bajo y voz
- Chris Head – guitarra
- Pat Thetic – batería, percusión